# Orografisk dimma

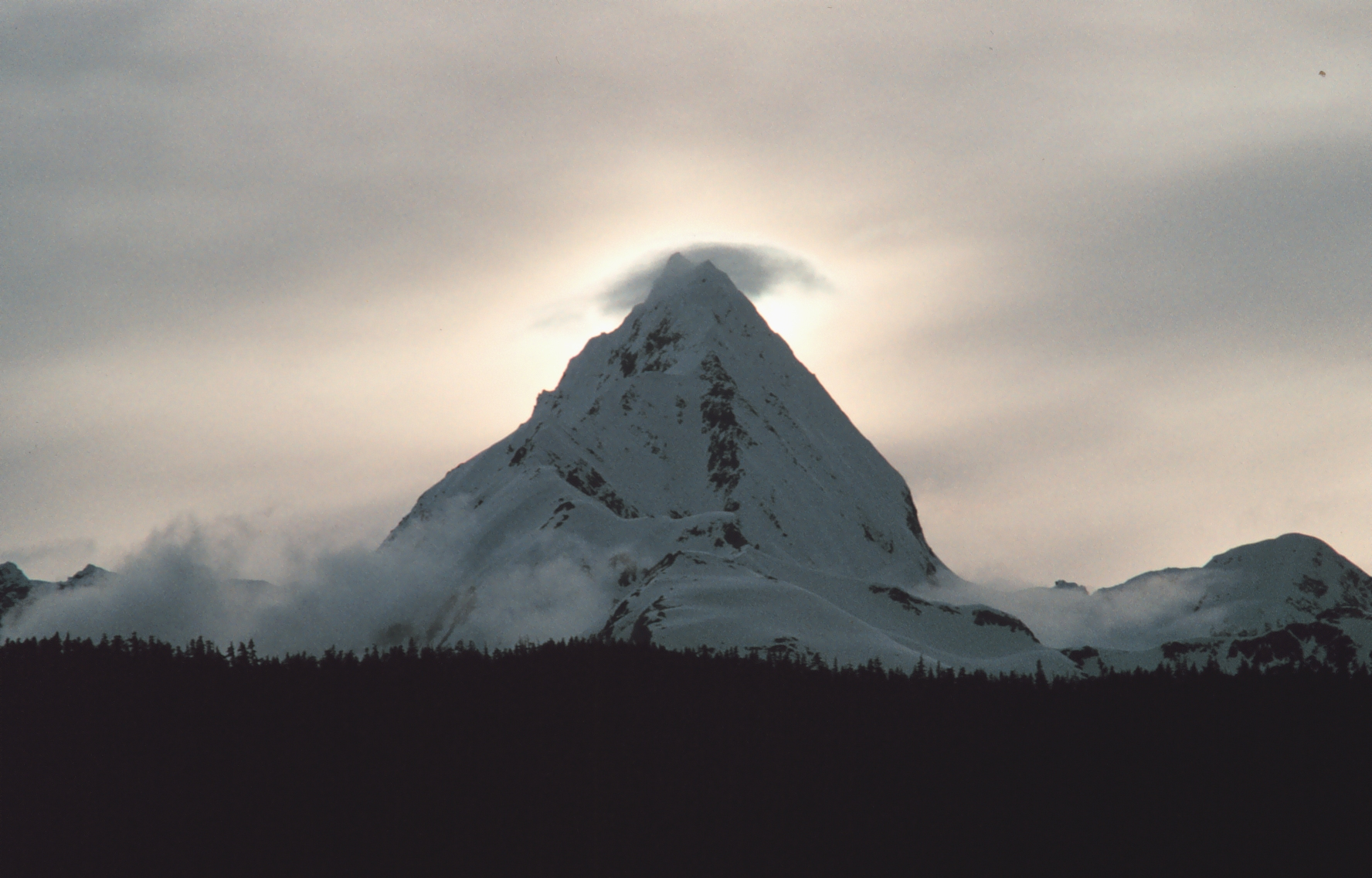
Orografisk dimma kring en bergstopp i Alaska.

Orografisk dimma (från grekiska oros, berg) bildas då en luftmassa tvingas upp över ett hinder som ett berg och därmed kyls av till mättnad.
Luften expanderar och avkyls genom en adiabatisk process, varvid lufttemperatur och daggpunkt sammanfaller.